# Vlag van Arizona
De vlag van Arizona kan in twee helften beschouwd worden: de onderste helft is blauw, terwijl de bovenste helft bestaat uit dertien stralen in rood en goud (geel). In het midden van de vlag staat een koperkleurige ster. De vlag werd aangenomen op 17 februari 1917 en ontworpen door kolonel Charles W. Harris, destijds een invloedrijk bestuurder van Arizona.

## Symboliek
Blauw en geel zijn de kleuren van Arizona; het blauw in de vlag is hetzelfde als dat in de Amerikaanse vlag. De dertien stralen verwijzen naar de conquistadores, wiens kleuren geel en rood waren (afgeleid van de vlag van Spanje). Daarnaast symboliseren zij de zonsopkomst boven Arizona en de dertien staten die de Verenigde Staten van Amerika gesticht hebben. De koperkleurige ster staat voor de koperindustrie van de staat.

## Arizona-coalitie
In België kreeg de vlag instant-beroemdheid toen in juni 2020 een poging om een regering te vormen de naam ‘Arizona-coalitie’ kreeg, verwijzend naar de kleur van de potentieel aan de regering deelnemende politieke formaties: christendemocraten (oranje), liberalen (blauw), Vlaamse socialisten (rood) en Vlaams-nationalisten (geel). Na de verkiezingen van 9 juni 2024 was dit opnieuw het geval met een beperktere coalitie van Vlaamse en Franstalige christendemocraten (oranje), Franstalige liberalen (blauw), Vlaamse socialisten (rood) en Vlaams-nationalisten (geel).

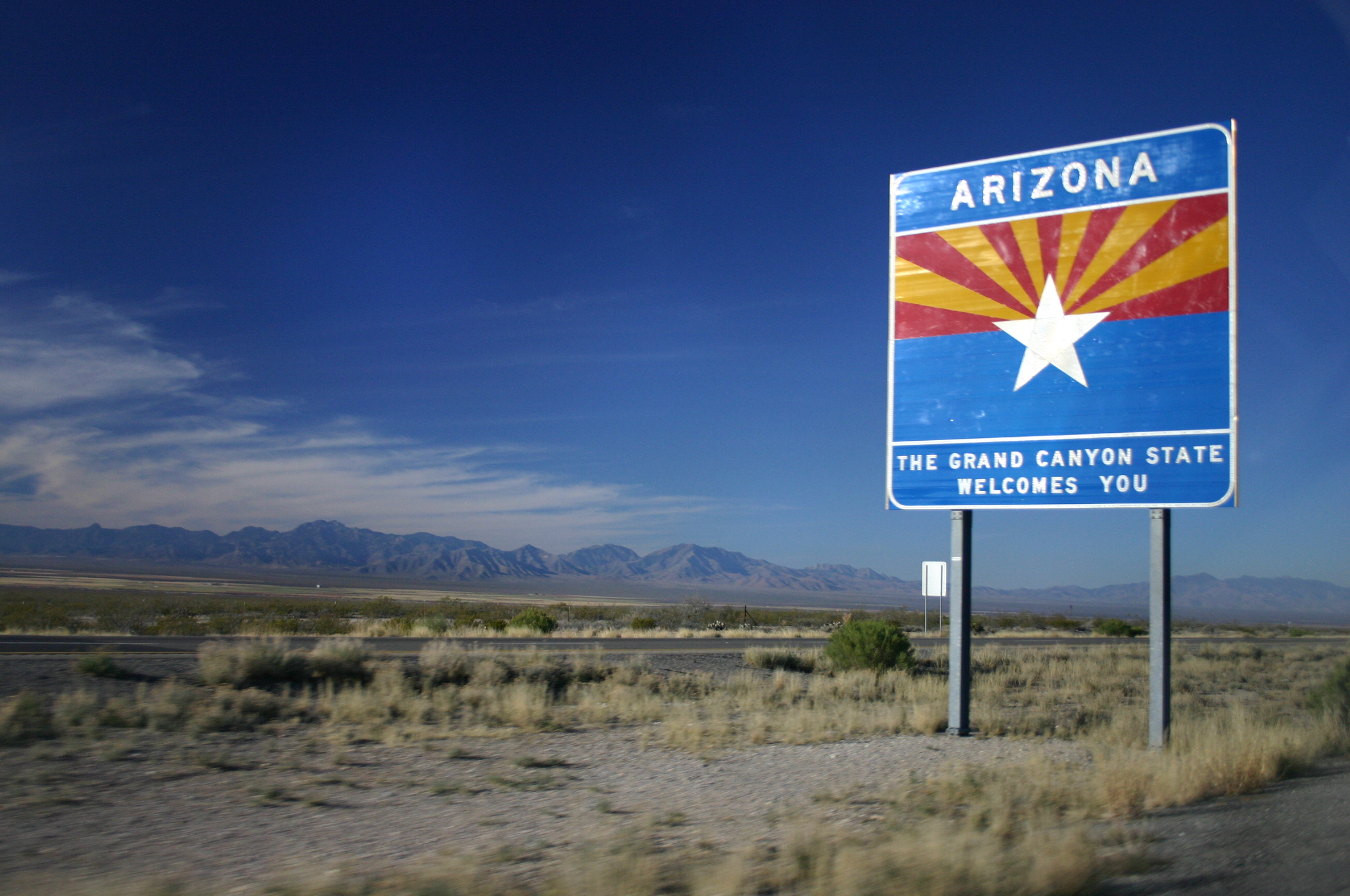
Welkomstbord langs de I-10 vanuit New Mexico